# Широкое (Нижнегорский район)
Широ́кое (до 1948 года переселенческий участок № 66; укр. Широке, крымскотат. Şirokoye, Широкое) — село в Нижнегорском районе Республики Крым, входит в состав Зоркинского сельского поселения (согласно административно-территориальному делению Украины — Зоркинского сельского совета Автономной Республики Крым).

## Население
| 2001 | 2014 |
| ---- | ---- |
| 252  | ↘130 |

Всеукраинская перепись 2001 года показала следующее распределение по носителям языка
| Язык             | Процент |
| ---------------- | ------- |
| русский          | 67.06   |
| крымскотатарский | 20.24   |
| украинский       | 12.7    |

### Динамика численности
- 1989 год — 211 чел.[10]
- 2001 год — 252 чел.
- 2009 год — 186 чел.[11]
- 2014 год — 130 чел.[12]

## Современное состояние
На 2017 год в Широком числится 4 улицы; на 2009 год, по данным сельсовета, село занимало площадь 106,7 гектара на которой, в 47 дворах, проживало 186 человек. В селе действуют фельдшерско-акушерский пункт, сельский клуб

## География
Широкое — село на северо-западе района, в степном Крыму, высота центра села над уровнем моря — 14 м. Ближайшие сёла: Зоркино в 4,5 км на запад, Нежинское в 3,7 км на северо-запад, Лужки в 5 км на восток и Акимовка в 3,5 км на юго-восток. Расстояние до райцентра — около 24 километров (по шоссе), ближайшая железнодорожная станция — платформа 30 км (в селе Михайловка, на линии Джанкой — Феодосия) — примерно в 14 километрах.

## История
По данным Якова Пасика с сайта «Еврейские населенные пункты в Крыму до 1941 г.», нынешнее село было основано, как еврейский переселенческий участок № 109, вначале называвшийся Блюхердорф, позже, после 1938 года — Октябрьдорф, в составе уже Колайского района (после 1935 года). Вскоре после начала отечественной войны часть еврейского населения Крыма была эвакуирована, из оставшихся под оккупацией большинство расстреляны.
После освобождения Крыма от фашистов в апреле, 12 августа 1944 года было принято постановление № ГОКО-6372с «О переселении колхозников в районы Крыма» и в сентябре 1944 года в Азовский район Крыма приехали первые новоселы (162 семьи) из Житомирской области, а в начале 1950-х годов последовала вторая волна переселенцев из различных областей Украины. На 1944 год село входило в колхоз имени Розы Люксембург (с 1951 года — «Завет Ильича»). С 25 июня 1946 года селение в составе Крымской области РСФСР. Указом Президиума Верховного Совета РСФСР от 18 мая 1948 года, в Широкое был переименован бывший переселенческий участок № 66. 26 апреля 1954 года Крымская область была передана из состава РСФСР в состав УССР. На 15 июня 1960 года село входило в состав Новосельцевского сельсовета.
Указом Президиума Верховного Совета УССР «Об укрупнении сельских районов Крымской области», от 30 декабря 1962 года Азовский район был упразднён и село присоединили к Джанкойскому. 1 января 1965 года, указом Президиума ВС УССР «О внесении изменений в административное районирование УССР — по Крымской области», включили в состав Нижнегорского. На 1968 год Широкое входило в состав Михайловского, а на 1977 год уже в Зоркинский. По данным переписи 1989 года в селе проживало 211 человек. С 12 февраля 1991 года село в восстановленной Крымской АССР, 26 февраля 1992 года переименованной в Автономную Республику Крым. С 21 марта 2014 года в составе Крыма аннексировано Россией.